# وليام ماريون جاردين
وليام ماريون جاردين (بالإنجليزية: William Marion Jardine) (و. 1879 – 1955 م) هو دبلوماسي من الولايات المتحدة الأمريكية ولد في مقاطعة أونيدا (أيداهو).
وهو عضو في الحزب الجمهوري .

## التعليم
تعلم في جامعة ولاية يوتا.